# Typhlops annae
Typhlops annae este o specie de șerpi din genul Typhlops, familia Typhlopidae, descrisă de Breuil 1999. Conform Catalogue of Life specia Typhlops annae nu are subspecii cunoscute.